# Länkröta
Länkröta (även kallat döda länkar) är fenomenet att gamla länkar på webbsidor tenderar att sluta fungera. Problemet uppstår ofta då en webbplats görs om, och gamla dokument flyttas till nya platser utan att behålla en vidarebefordring från den gamla platsen. Det kan exempelvis bero på att webmastern för sidan i fråga inte tänker på att det finns länkar till den gamla adressen i folks bokmärken, andra webbsidor, tidningar, böcker och dokument som hänvisar till källor på Internet. Hastigheten varmed länkröta uppstår har minskat gradvis allteftersom Internet fått större genomslag och förståelsen för mediet ökat. 
Den officiella rekommendationen från W3C[källa behövs] är att en URL alltid ska leda besökaren rätt, även om webbplatsen genomgått genomgripande förändringar. Vanligen löses detta med enkla omskrivningsregler i webbservern så att besökaren automatiskt slussas vidare till dokumentets nya plats.

## Sökfras
Man kan parallellt med själva länkadressen också spara ett kort men väl valt citat ur måltexten. Med citatet som sökfras vid en nätsökning återfinner man lätt det eller de ställen där texten finns, oavsett vilka adresser ställena för närvarande har. Man bör dock undvika citat från pdf-filer som sträcker sig över mer än en rad, eftersom sökmotorer ofta inte uppfattar pdf-filers rader som sammanhängande.
Sökfrasen "Det är vår oförmåga att göra två saker samtidigt" leder enkelt till Vägverkets pdf-folder "Mobilen i bilen" och är betydligt mer selektiv än en sökning på folderns titel. Men en sökning på hela meningen "Det är vår oförmåga att göra två saker samtidigt som ställer till det" hittar oftast inte pdf-filen, eftersom de sista orden står på nästa rad i filen.